# Лэй, Сэм
Сэмюэл Джулиан Лэй (англ. Samuel Julian Lay; 20 марта 1935 года, Бирмингем, Алабама, США — 29 января 2022 года, Чикаго, Иллинойс, США) — американский блюзовый барабанщик. Номинант премии «Грэмми» (1998). Лауреат Blues Music Awards (2008) и номинант (1995—2007) в категории «Блюзовый исполнитель — иной инструмент»/«Блюзовый барабанщик». Член Зала славы рок-н-ролла (2015), Член Зала славы блюза (2018) .

## Биография
Сэм Лэй родился в Алабаме в 1935 году. Его отец, проводник поезда, играл на банджо в кантри-группе, умер, когда Сэму было полтора года. В детстве он слушал кантри; в подростковом возрасте он брал уроки игры на барабанах у Уильяма Хэнди-младшего, сына композитора, «отца блюза» Уильяма Хэнди. Бросив школу в 1954 году переехал в Кливленд, где работал на сталелитейном заводе.
Свою карьеру начал в 1957 году барабанщиком группы The Original Thunderbirds в Кливленде, но вскоре его приметил Литтл Уолтер и предложил играть вместе с ним, так что барабанщие переехал в Чикаго. Там он принял участие в записи самых известных блюзовых стандартов Хаулина Вулфа. В 1960 году Сэм Лэй стал постоянным барабанщиком в группе Мадди Уотерса и оставался в группе до 1966 года. В то же самое время он был востребован бесчисленным количеством музыкантов как сессионный музыкант как на записи, так и в ходе гастролей, среди них Пол Баттерфилд, с которым Сэм Лэй плотно работал с 1963 года, Вилли Диксон, Хаулином Вулфом, Эдди Тейлор, Джон Ли Хукер, Джуниор Уэллс, Бо Диддли, Мэджик Сэм, Джимми Роджерс, Эрл Хукер, Джеймс Коттон. 
В 1965 году Боб Дилан пригласил барабанщика для участия в записи альбома Highway 61 Revisited (а в одноимённой песне ему принадлежит свисток в начале песни ), а также Лэй аккомпанировал Бобу Дилану на Ньюпортском фолк-фестивале 1965 года. 
В 1969 году выпустил свой сольный альбом, где он сам спел кавер-версии песен других авторов; альбом не получился успешным. В течение всей карьеры Сэм Лэй гастролировал как в США, так и в Европе, выступая на самых престижных фестивалях: в составе группы Chess Records All-Stars, со своей собственной группой Sam Lay Blues Revival Band и с другими коллективами. Записывался с различными группами и исполнителями, в их числе: Джон Литтлджон, Эдди Клируотер, Джимми Ди Лейн, Джордж «Моджо» Буфорд, Джордж «Уайлд Чайлд» Батлер, Хьюберт Самлин, Джонни Бёргин, Санниленд Слим, Чак Баррелхауз, Бонни Ли, Кенни Нил, Тадж Махал, группы Bob Riedy Blues Band,  Siegel–Schwall Band, Mississippi Heat . 
В 1998 году как участник записи альбома Howlin' Wolf Tribute был номинирован на Грэмми в номинации «Лучший альбом традиционного блюза» . С 1995 по 2007 год ежегодно номинировался на звание лучшего блюзового барабанщика по версии Blues Music Awards и в 2008 году наконец был им признан. 
Член Зала славы рок-н-ролла (2015) как участник группы The Paul Butterfield Blues Band, Зала славы блюза (2018), Зала славы блюза Мемфиса (1989), Зала славы джаза Лос-Анджелеса, Зала славы джаза Алабамы (1992). В Чикаго ему установлен памятный знак .
В 2014 году режиссёр Джон Андерсон снял художественный фильм «Сэм Лэй в Блюзленде», документальный фильм, подробно рассказывающий о жизни музыканта.
Сэм Лэй умер в доме престарелых в Чикаго в 2022 году, оставив после себя дочь, четверо внуков и трёх правнуков (жена и два сына умерли раньше).
«Сэм Лэй — квинтэссенция блюзового барабанщика…известен своим „двойным шаффл-битом“, который, как и знаменитый рок-бит Бо Диддли, изначально был вдохновлен ритмом госпел» 
«…его фирменный прием игры на барабанах, дабл-шаффл, основан на двойных ритмах хлопков в ладоши и тамбуринов, которые он слышал в церкви в Бирмингеме, штат Алабама» 
«Его характерный двойной грув, оживил записи Хаулина Вулфа и многих других: „Единственное, как я могу это описать, это то, что три разных барабанщика играют один и тот же ритм, но они не попадают в него одновременно“, — как это описал сам Сэм Лэй» .
Харпер Корки Сигел, игравший с Сэмом Лэем сказал, что: «Люди думают, что он играл громко. Нет, он играл деликатно, но он использовал весь динамический диапазон, и когда вы достигаете крещендо, это мощно, как локомотив, идущий на вас. Но с Сэмом это было как пять локомотивов» .
Сам барабанщик сказал: «Я не знаю никого в мире, кто мог бы следить за группой так же хорошо, как я, особенно если речь идет о блюзе и старом рок-н-ролле» 

## Избранная дискография
Сольно
- Sam Lay in Bluesland (Blue Thumb Records, 1969, BTS 14)

С Полом Баттерфилдом
- The Paul Butterfield Blues Band (Elektra, 1965)
- What's Shakin' (Elektra, 1966)

С Кэри Беллом
- Heartaches and Pain (Delmark, 1977)

С Бобом Диланом
- Highway 61 Revisited (Columbia, 1965)
- The Bootleg Series Vol. 12: The Cutting Edge 1965–1966 (Columbia, 2015)

С Лайтнином Хопкинсом
- Live at Newport (Vanguard, 1965)

'С Хаулином Вулфом
- Howlin' Wolf (Chess, 1962)
- The Real Folk Blues (Chess, 1965)

С Мэджиком Сэмом
- Magic Sam Live (Delmark, 1969)

С Мадди Уотерсом
- Fathers and Sons (Chess, 1969)

С Siegel–Schwall Band
- The Siegel–Schwall Reunion Concert (Alligator, 1988)
- Flash Forward (Alligator, 2005)